# Xterm
De terminalemulator xterm (geschreven zonder hoofdletter) is de standaard terminalemulator voor het X Window System (kortweg X genoemd) en bijgevolg beschikbaar voor Linux, BSD en andere Unix-achtige besturingssystemen.

## Geschiedenis
xterm werd geschreven in de zomer van 1984 toen het werk aan X startte. Oorspronkelijk was het een standalone terminalemulator voor de VAXStation 100 (VS100) ontwikkeld door Mark Vandevoorde, een student van Jim Gettys. Het werd snel duidelijk dat het nuttiger zou zijn als onderdeel van X in plaats van als een standaloneprogramma en hierdoor richtte xterm de aandacht terug op X.
Na vele jaren als onderdeel van de X-referentie-implementatie verschoof rond 1996 de ontwikkeling naar XFree86 (die zelf uit forkte uit X Window System R6.3). Het wordt momenteel actief beheerd door Thomas Dickey.
Er zijn ook vele xterm-varianten beschikbaar. De meeste terminalemulators voor X begonnen als variaties op xterm.